# Biserica „Sfânta Cuvioasă Paraschiva” din Lalova
Biserica „Sf. Cuvioasă Paraschiva” este o biserică amplasată în Lalova, raionul Rezina, Republica Moldova. Este un monument arhitectural de importanță națională inclus în Registrul monumentelor Republicii Moldova ocrotite de stat cu nr. 1886 (raionul Rezina). Datează din 1845.